# Pere-Pasqual Moles i Corones
Pere Pascual Moles i Corones (València, 1741 - Barcelona, 1797) fou un gravador valencià, primer director de l'Escola de la Llotja.

## Biografia
Deixeble de Josep Vergara i de Josep Camaron, després cursà estudis a la nova Reial Acadèmia de Santa Bàrbara de València. Fou també deixeble de Francesc Tramulles, a Barcelona. Instal·lat a Barcelona, el 1762 esdevingué gravador de la Junta de Comerç i participà com a gravador en la magna obra Máscara Real (1764), que li val ser acadèmic supernumerari de San Fernando. Amplià estudis a París, pensionat per la Junta (1766-74). Esdevindria aleshores el fundador de l'Escola Gratuïta de Disseny, germen de l'escola oficial de Belles Arts barcelonina, patrocinada per la Junta de Comerç, i que obrí el 1775, instal·lada a l'edifici de la Casa Llotja de Mar. A part de consolidar l'escola i de posar les bases del seu futur Museu de l'Acadèmia, que esdevindria el primer museu d'art de Catalunya -actualment a la Reial Acadèmia Catalana de Belles Arts de Sant Jordi, continuà exercint com a excel·lent gravador de traducció en tècnica calcogràfica. Col·laborà intensament en la il·lustració de les Memorias históricas d'Antoni de Capmany, des del 1779. Després d'un breu període de desequilibri mental, poc advertit pels que l'envoltaven, se suïcidà tirant-se per una finestra de l'escola, que dirigí fins a la seva mort.